# Overgangsarchitectuur

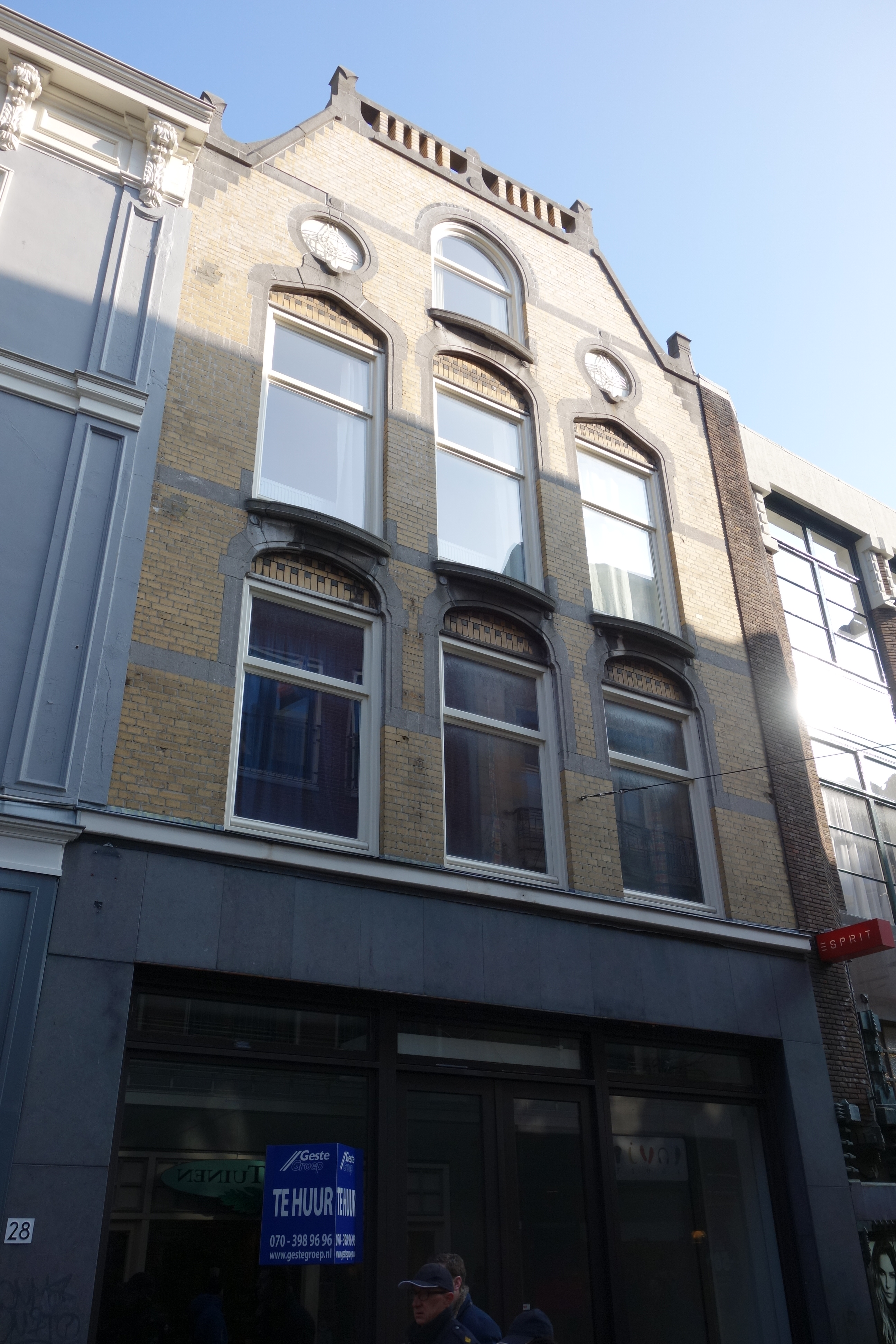
Een pand in de Venestraat in Den Haag.

Onder overgangsarchitectuur verstaat men de bouwstijl die vooral in zwang was in de periode omstreeks 1880 - 1900.
De naam werd aan deze - niet scherp te definiëren - stroming gegeven daar ze de overgang markeerde tussen de neostijlen en modernere stijlen als jugendstil en art nouveau. In deze tijd zien we vaak gebouwen met rijkelijk versierde gevels, erkers, balkons en dergelijke. Ook de chaletstijl was erg populair bij de architecten uit deze tijd.